# Okrajno sodišče v Postojni
Okrajno sodišče v Postojni je okrajno sodišče Republike Slovenije s sedežem v Postojni, ki spada pod Okrožno sodišče v Kopru Višjega sodišča v Kopru. Trenutni predsednik (2007) je Tomaž Smrtnik.